# Goshen (Utah)
Goshen è una città degli Stati Uniti d'America, situata nello Stato dello Utah, nella Contea di Utah.
Fa parte dell'area metropolitana di Provo-Orem. La popolazione ammontava a 978 abitanti secondo il censimento del 2020.

## Storia
Il primo insediamento a Goshen fu realizzato nel 1857 da una colonia di pionieri mormoni. La comunità prese il nome da Goshen, Connecticut.

## Geografia
Secondo il United States Census Bureau, il paese ha una superficie totale di 0,7 miglia quadrate (1,9 km²), tutta terra.

### Clima
Grandi differenze di temperatura stagionali caratterizzano questa regione climatica, con estati calde a bollenti (e spesso umide) e inverni freddi (talvolta estremamente rigidi). Secondo il sistema di classificazione climatica Köppen, Goshen presenta un clima continentale umido, indicato sulle mappe climatiche con la sigla "Dfb".

## Cultura
Nel 1998, il film Bats con Lou Diamond Phillips girò una scena a Goshen. Nello stesso anno, il film Made Men con James Belushi girò anch'esso alcune scene a Goshen.
Nel mese di ottobre 2020, Dallas Jenkins iniziò a riprendere la seconda stagione di The Chosen all'interno di un set appartenente alla Chiesa di Gesù Cristo dei Santi degli Ultimi Giorni, che riproduce una sezione della vecchia Gerusalemme.